# Hipergrafia

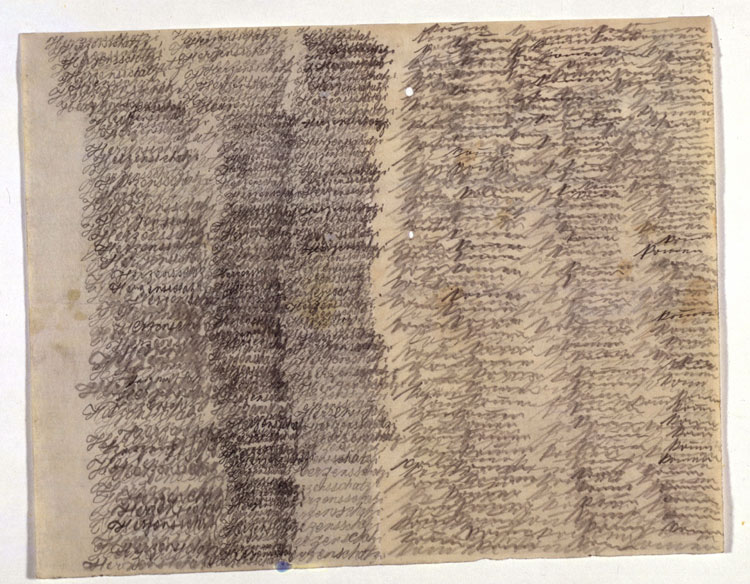
Um exemplo de como pode ser a hipergrafia

A hipergrafia é uma condição comportamental caracterizada pelo desejo intenso de escrever ou desenhar. As formas de hipergrafia podem variar no estilo e no conteúdo da escrita. É um sintoma associado a alterações do lobo temporal na epilepsia, que é a causa da síndrome de Geschwind, um transtorno mental. Estruturas que podem ter efeito sobre a hipergrafia quando danificadas devido à epilepsia do lobo temporal são o hipocampo e área de Wernicke. Além da epilepsia do lobo temporal, as causas químicas podem ser responsáveis pela indução da hipergrafia.